# Pierre Courbois

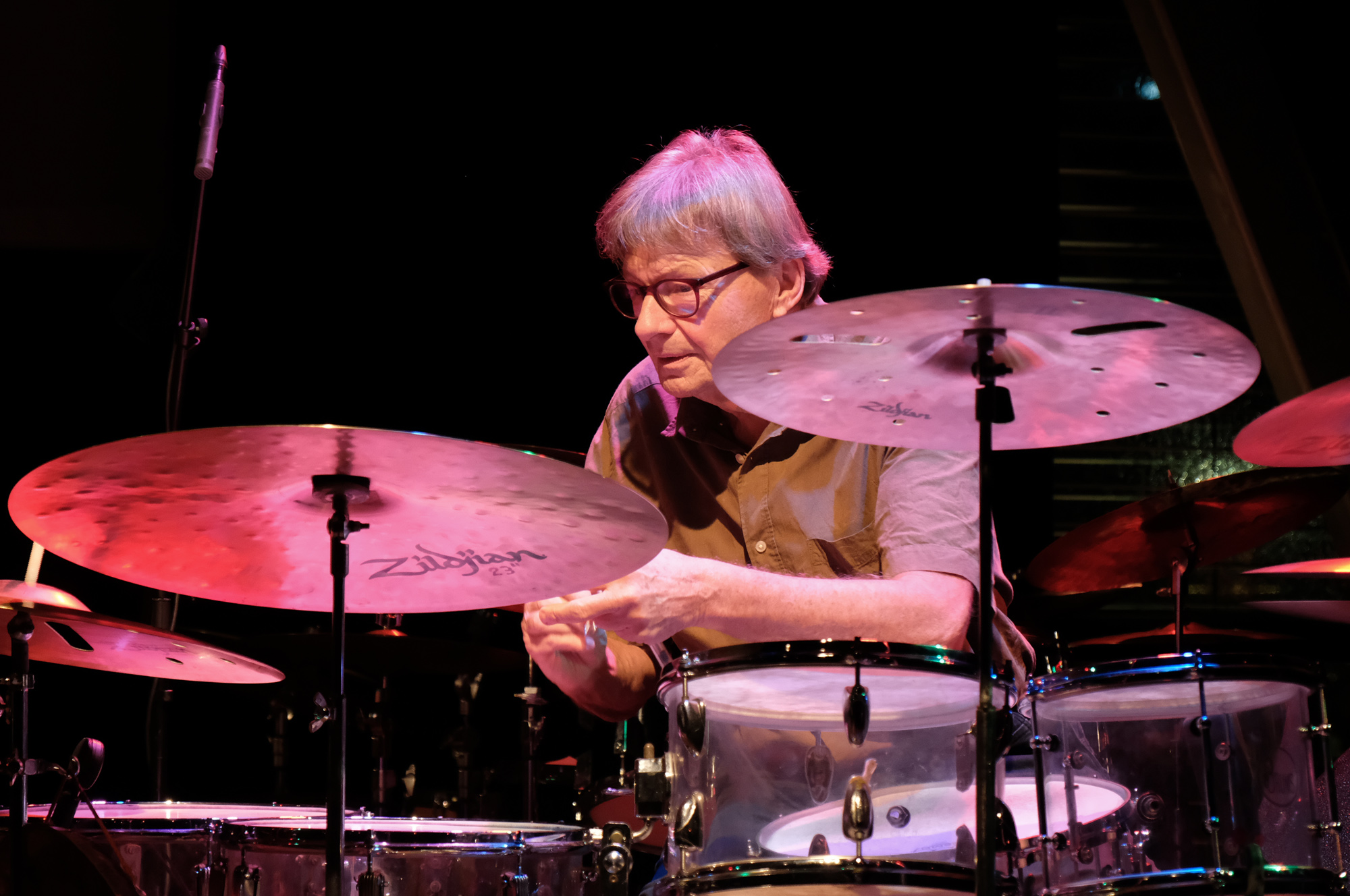
Pierre Courbois

Pierre Courbois (* 23. April 1940 in Nijmegen) ist ein niederländischer Jazz-Schlagzeuger und Bandleader.

## Leben und Wirken
Nach seinem Musikstudium (Perkussion, Komposition, Piano) in Arnhem arbeitete Courbois in Paris mit Stan Getz, Johnny Griffin, Kenny Drew und Jean-Luc Ponty. Er spielte auch mit den Saxophonlegenden Ben Webster und Eric Dolphy. 1961 war er der Leiter des Original Dutch Free Jazz Quartet, der vermutlich ersten kontinentaleuropäischen Free-Jazz-Band. 1965 begann seine Arbeit mit dem Free Music Quintet, deren Platte für ESP als damals bestes Beispiel des neuen europäischen Jazz galt. Außerdem war er Mitglied in Gunter Hampels Heartplants-Group (und der nachfolgenden Formation mit Willem Breuker und Jeanne Lee) sowie im Trio von Peter Brötzmann (CD Mayday). 1969 gründete er die Rockjazz-Band Association P.C. mit dem Gitarristen Toto Blanke, dem Bassisten Sigi Busch und den Keyboardern Joachim Kühn bzw. Jasper van’t Hof, die bis 1974 bestand. Anschließend gründete er die New Association mit Gerd Dudek und dem französischen Pianisten Siegfried Kessler. Außerdem spielte er regelmäßig in von Ali Haurand organisierten Projekten, beispielsweise mit den Saxophonisten Alan Skidmore, Gerd Dudek und Leszek Zadlo und in der Gruppe In ’n Out, die er mit Sigi Busch leitete. Ferner trat er im Waterland Trio auf und in einem Trio mit Hampel und dem Gitarristen Jan Akkerman. 1992 gründete er ein neues Quintett, das seine eigenen Kompositionen spielte und die Musizierhaltung von Charles Mingus anstrebte. Nach 2000 spielte er im Trio von Joe van Enkhuizen. Derzeit spielt er in seinem Vijfkwarts Sextet mit Toon de Gouw, Jasper Blom, Ilja Reijngoud, Willem Kühne und Niko Langenhuijsen.
1994 wurde ihm auf dem North Sea Jazz Festival der Bird Award überreicht, im Jahr 2008 erhielt er den Boy-Edgar-Preis. Diese Preise gelten als die höchsten niederländischen Jazzpreise.

## Lexigraphische Einträge
- Ian Carr, Digby Fairweather, Brian Priestley: Rough Guide Jazz. Der ultimative Führer zur Jazzmusik. 1700 Künstler und Bands von den Anfängen bis heute. Metzler, Stuttgart/Weimar 1999, ISBN 3-476-01584-X.
- Wolf Kampmann (Hrsg.), unter Mitarbeit von Ekkehard Jost: Reclams Jazzlexikon. Reclam, Stuttgart 2003, ISBN 3-15-010528-5.